# اينو تاداتاكا
إينو تاداتاكا (باليابانية:伊能忠敬) وهو أحد أشهر المساحين اليابانيين ورسامي الخرائط خلال عصر إيدو ولد في 2 شباط 1745 وتوفي في 17 أيار 1818م. يشتهر تاداتاكا بإتمامه لأول خريطة لليابان استناداً إلى قياسات فعلية، توصل إليها بنفسه من خلال السفر في جميع أنحاء الدولة على مدار عدة أعوام.